# Morombe
Morombe ist eine Stadt im Nordwesten der Region Atsimo-Andrefana in Madagaskar. Sie liegt an der Küste des Kanals von Mosambik und verfügt über einen Flugplatz östlich der Ortschaft.

## Wirtschaft
Die Gegend von Morombe ist bekannt für den Anbau von Kichererbsen.

## Natur
Der Nationalpark Kirindy-Mitea liegt nördlich von Morombe.
Ca. 80 km von Morombe entfernt befindet sich auch der Wald von Ampanonga mit mehreren hundert Baobabs.
Von den größten Exemplaren (Adansonia grandidieri) können einige eine Höhe von bis zu 40 Metern erreichen.

## Religion
Die Stadt ist Sitz des Bistums Morombe.